# Arundo
Arundo là một chi thực vật có hoa trong họ Hòa thảo (Poaceae).

## Loài
Chi Arundo gồm các loài: